# Saison 1945-1946 de la LIH
Saison suivante
La saison 1945-1946 est la première saison de hockey sur glace de la ligue internationale de hockey.
L'Auto Club de Détroit remporte la Coupe Turner en battant le Bright's Goodyears de Détroit en série éliminatoire.

## Saison régulière

### Classement de la saison régulière
| Clt   | Équipe                        | PJ | V | D  | N | BP | BC | Pts |
| ----- | ----------------------------- | -- | - | -- | - | -- | -- | --- |
| +001, | Bright's Goodyears de Détroit | 15 | 9 | 3  | 3 | -  | -  | 90  |
| +002, | Gotfredsons de Windsor        | 15 | 8 | 4  | 3 | -  | -  | 90  |
| +003, | Auto Club de Détroit          | 15 | 8 | 7  | 0 | -  | -  | 82  |
| +004, | Spitfires de Windsor          | 15 | 1 | 12 | 2 | -  | -  | 50  |

- Qualifié pour la finale
- Qualifié pour la demi-finale

### Meilleurs pointeurs
| Joueur         | Équipe                                      | PJ | B  | A  | Pts | Pun |
| -------------- | ------------------------------------------- | -- | -- | -- | --- | --- |
| Lyle Dowell    | Bright's Goodyears de Détroit               | 15 | 20 | 15 | 35  | 8   |
| Bob McDonald   | Gotfredsons de Windsor                      | 15 | 10 | 25 | 35  | 10  |
| Al Chadwick    | Bright's Goodyears de Détroit               | 15 | 17 | 16 | 33  | 22  |
| Jim Baudino    | Auto Club de Détroit                        | 14 | 15 | 17 | 32  | 21  |
| Joe Levine     | Auto Club de Détroit                        | 15 | 19 | 13 | 32  | 6   |
| Keith Crossman | Gotfredsons de Windsor                      | 15 | 17 | 14 | 31  | 2   |
| Len Loree      | Gotfredsons de Windsor                      | 13 | 15 | 13 | 28  | 2   |
| Paul Sironen   | Bright's Goodyears de Détroit               | 15 | 9  | 12 | 21  | 4   |
| George Adam    | Gotfredsons de Windsor Auto Club de Détroit | 14 | 13 | 8  | 21  | 2   |
| Herb Jones     | Auto Club de Détroit                        | 14 | 9  | 11 | 20  | 20  |

## Séries éliminatoires
Les Bright's Goodyears de Détroit obtiennent un laissé-passé pour la finale.

### Demi-finale
La demi-finale se joue entre l'équipe qualifiée deuxième en saison régulière et celle classée troisième. Cette série est disputée en deux rencontres où chacune des équipes reçoit une fois la visite de son opposant. L'équipe récoltant le plus de buts remporte la série.
| Date       | Équipe à domicile      | Score | Équipe visiteuse       |
| ---------- | ---------------------- | ----- | ---------------------- |
| 20 février | Auto Club de Détroit   | 6-5   | Gotfredsons de Windsor |
| 22 février | Gotfredsons de Windsor | 5-5   | Auto Club de Détroit   |

L'Auto Club de Détroit remportent la série 11 buts à 10.

### Finale
La finale se dispute entre l'équipe ayant terminé premier lors de la saison régulière et l'équipe victorieuse de la demi-finale. Pour remporter cette série, les équipes doivent gagner deux rencontres.
| Date       | Équipe à domicile             | Score | Équipe visiteuse              |
| ---------- | ----------------------------- | ----- | ----------------------------- |
| 25 février | Bright's Goodyears de Détroit | 5-6   | Auto Club de Détroit          |
| 27 février | Auto Club de Détroit          | 1-9   | Bright's Goodyears de Détroit |
| 2 mars     | Auto Club de Détroit          | 4-7   | Bright's Goodyears de Détroit |

L'Auto Club de Détroit remportent la série 2 matchs à 1.

### Effectifs de l'équipe Championne
Voici l'effectif de l'Auto Club de Détroit, vainqueur de la Coupe Turner de 1946
- Entraineur : Jack Ward
- Joueurs : Ray Adam, Pete Bocchini, Louis Brunell, Lloyd Storie, Les Palmer, Joe Levine, Jim Baudino, Ching Johnson, Herb Jones, George Adam, Francis Ruelle, Art Bogue.

## Trophées remis
| Trophée      | Description                       | Vainqueur            |
| ------------ | --------------------------------- | -------------------- |
| Coupe Turner | Champion des séries éliminatoires | Auto Club de Détroit |